# QSO B1522+546
QSO B1522+546 是一個位在天龍座 的類星體。

## 外部連結
- Simbad
- www.jb.man.ac.uk/atlas/（页面存档备份，存于）